# Pavillon Bana

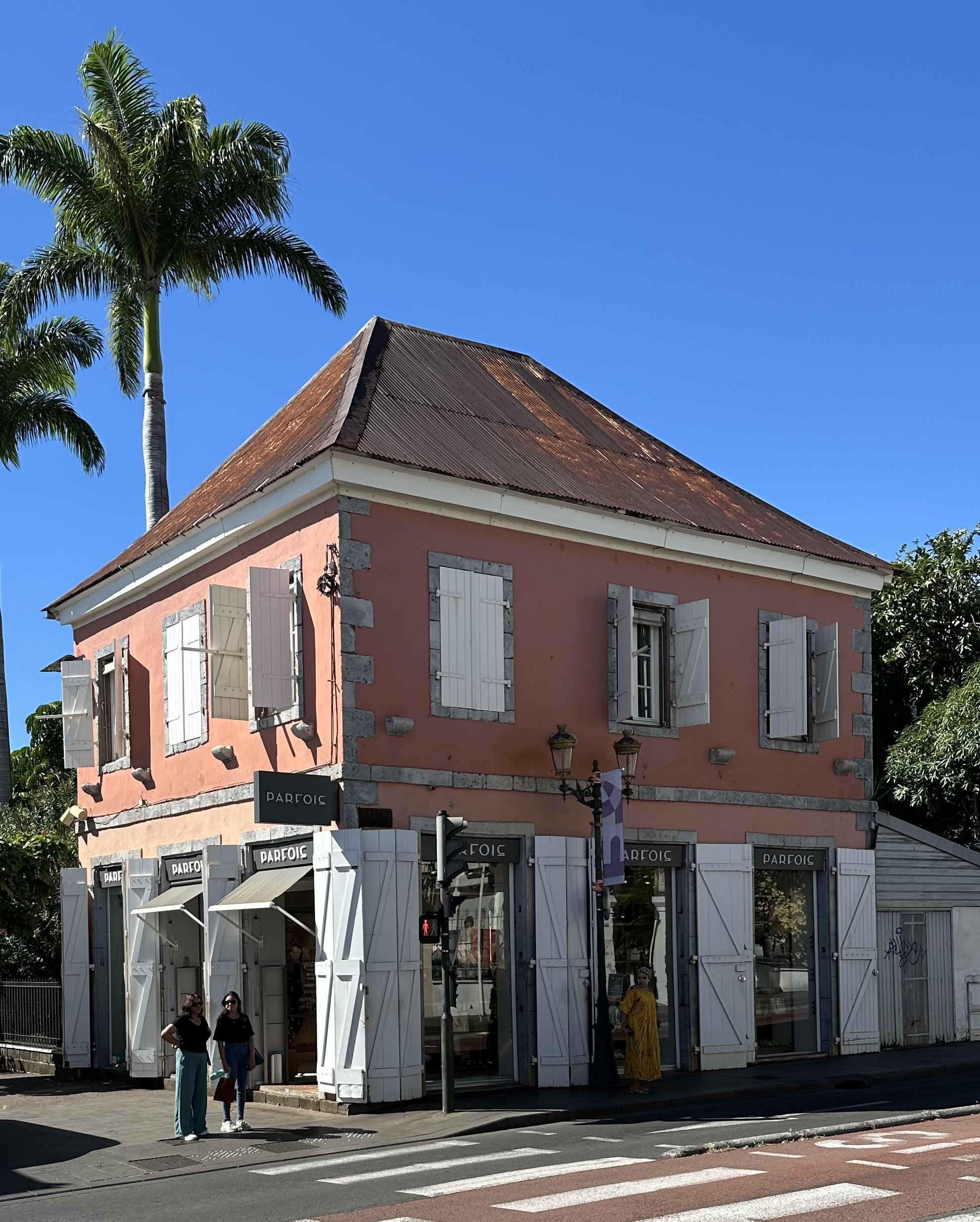
Pavillon Bana, 2024

Der Pavillon Bana ist ein Wohn- und Geschäftshaus in Saint-Denis auf der französischen Insel Réunion. Das Gebäude gilt als Teil des kulturellen Erbes der Insel.

## Lage
Das Gebäude befindet sich an der südöstlichen Ecke der Kreuzung der Rue du Maréchal-Leclerc und Rue de Paris an der Adresse 22, rue du Maréchal-Leclerc.

## Architektur und Geschichte
Im 19. Jahrhundert waren die beiden sich am Haus kreuzenden Straßen die Hauptachsen von Saint-Denis. Die Rue du Maréchal-Leclerc hieß damals noch Rue du Grand-Chemin. Dies und die Nähe des Grand Marché gaben der Kreuzung eine besondere wirtschaftliche Bedeutung. An allen vier Ecken entstanden so in den 1840er Jahren in massiver Bauweise Geschäftsbauten. Sie unterbrechen die sonst in diesem Bereich typische Bebauung mit langen Grundstücksmauern und gelten als Dokument des wirtschaftlichen Aufschwungs der Stadt zu ihrer Bauzeit.
Der Pavillon Bana entstand im Auftrag von Ferdinand Prévost de La Croix und wurde 1845 fertiggestellt. Er war seit 1832 Eigentümer des Grundstücks und blieb es bis 1853.